# Sachsenwerk

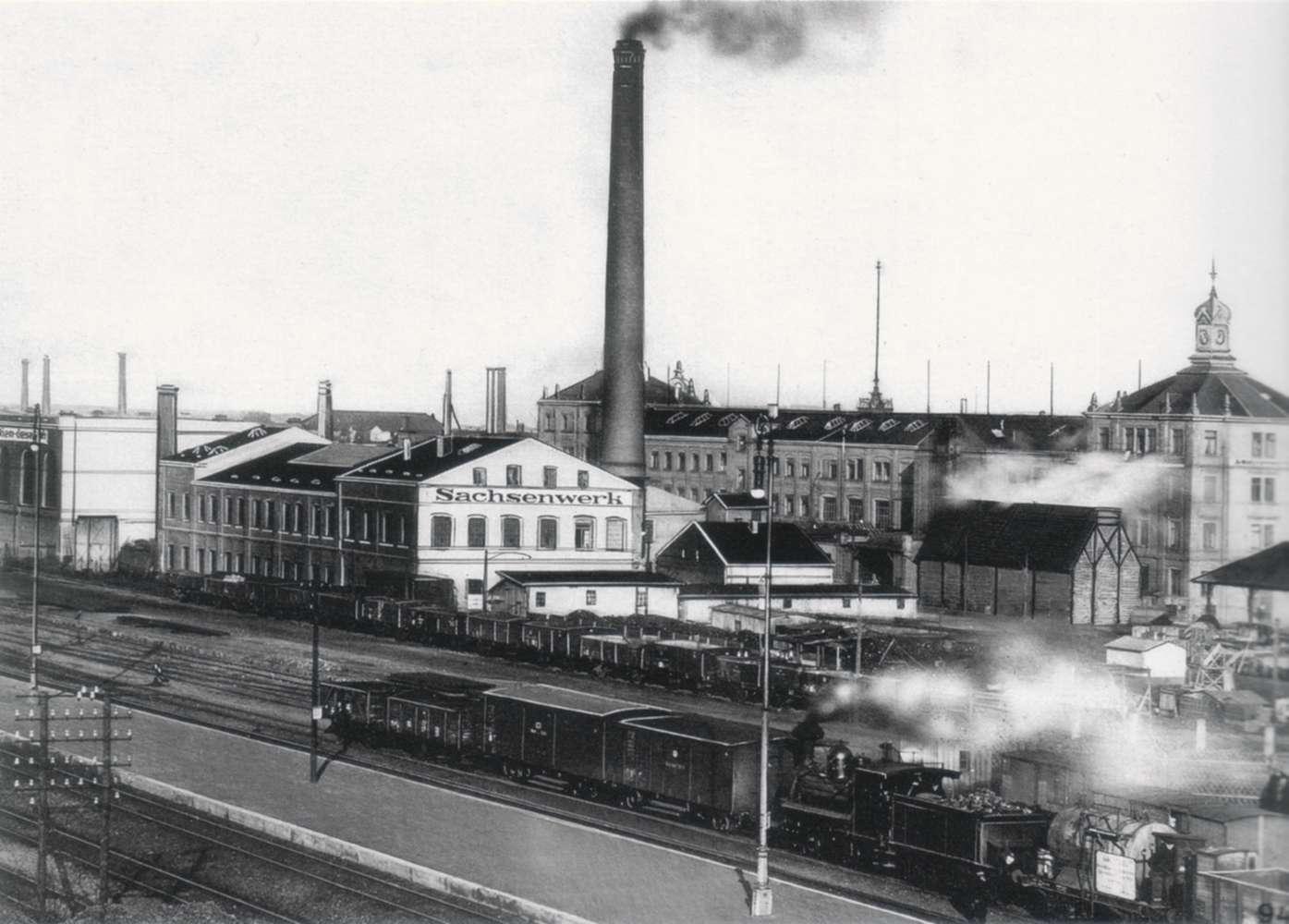
Sachsenwerk under tidiga år.

Sachsenwerk, verkstadsindustri i Dresden
Sachsenwerk grundades 1903 som Sachsenwerk, Licht- und Kraft AG för tillverkning av bland annat transformatorer. Från 1920-talet blev fabriken en betydande tillverkare av motorer för spårvagnar och lokomotiv. Man tillverkade i mindre skala radioapparater och sirener. Företaget var en viktig rustningsindustri under första och andra världskriget. 1946 nedmonterades fabrikerna. Under återuppbyggnaden som följde började man även tillverka kastruller, elsågar och kylskåp bredvid motortillverkningen. Sachsenwerk var fram till 1990 Östtysklands enda tillverkare av mellanstora och stora elmotorer. 
Efter 1990 sjönk antalet anställda drastiskt. Företaget har etablerat sig på världsmarknaden som tillverkare av stora elmotorer.